# Gonodontis orthotoma
Gonodontis orthotoma là một loài bướm đêm trong họ Geometridae.